# مانعی بین راه
«مانعی بین راه» (به انگلیسی: Something in the Way) ترانه‌ای از نیروانا است. این ترانه در آلبوم بی‌خیال قرار داشت و آخرین ترک آلبوم بود (بدون احتساب ترک پنهان بی‌پایان، بی‌نام). یک نسخه زنده از این آهنگ با اجرای گیتار آکوستیک در آلبوم اجرای آکوستیک ام‌تی‌وی در نیویورک هم قرار دارد. این طور تصور می‌شد که این آهنگ وقتی نوشته شده که کرت کوبین، نویسنده آهنگ و همینطور گیتاریست و خواننده گروه نیروانا، بی‌خانمان بود و در زیر یک پل زندگی می‌کرد. اما این شایعه بعدها رد شد.